# 羅德里克·布里法
羅德里克·布里法（1981年8月24日—）是一位馬耳他足球運動員。在場上的位置是後衛。他現在效力於馬耳他足球超級聯賽球隊瓦萊塔足球俱樂部。他也代表馬耳他國家足球隊參賽。